# Hangai
Hangai (kinesiska: 韩垓镇, 韩垓) är en köping i Kina. Den ligger i provinsen Shandong, i den östra delen av landet, omkring 130 kilometer sydväst om provinshuvudstaden Jinan. Antalet invånare är 54871. Befolkningen består av 26 653 kvinnor och 28 218 män. Barn under 15 år utgör 20,0 %, vuxna 15-64 år 70 %, och äldre över 65 år 9,0 %.